# Independence Mall (Filadelfia)
El Independence Mall es una sección de tres bloques del parque histórico nacional de la Independencia (Independence National Historical Park o INHP) localizado en la ciudad de Filadelfia,  en el estado de Pensilvania al este de los Estados Unidos. Se encuentra justo al norte del Independence Hall, y está delimitado por las calles Chestnut, Race, 5 y 6. El bloque sur se llama el primer bloque (First Block), al bloque central se le llama el segundo bloque(Second Block), y el bloque norte se llama el tercer bloque (Third Block). Algunos Edificios y estructuras en el lugar incluyen el Centro Nacional de la Constitución (tercera cuadra); el Centro de visitas Independence (Independence Visitor Center), el Free Quaker Meetinghouse (segundo bloque); la casa conmemorativa del Presidente y el Liberty Bell Center (primer Bloque.